# Gunnar Jervill
Gunnar Jervill   (Göteborg, 23 de novembre de 1945) és un arquer suec, ja retirat, guanyador d'una medalla olímpica.
El 1972 va prendre part en els Jocs Olímpics d'Estiu de Múnic, on va guanyar la medalla de plata en la competició individual del programa de tir amb arc. Quatre anys més tard, als Jocs de Montreal, fou catorzè en la mateixa prova.
En el seu palmarès també destaquen tres medalles en el Campionat d'Europa, dues d'or i una de plata, entre el 1972 i el 1976.